# Gérard Kango Ouédraogo

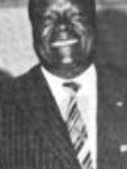
Gérard Kango Ouédraogo (1980)

Gérard Kango Ouédraogo (* 19. September 1925 in Ouahigouya; † 1. Juli 2014) war vom 13. Februar 1971 bis zum 8. Februar 1974 Premierminister der ersten Regierung der Zweiten Republik Obervoltas, des heutigen Burkina Faso. Er war Vorsitzender der Partei RDA (Rassemblement démocratique africain). Von 1978 bis 1980 fungierte er als Präsident der Nationalversammlung.

## Werke
- Visage du Yatenga d'autrefois. Réalisations administratives, économiques et sociales des élus, 1952–1957. Les Editions « le pays », Ouagadougou